# 土珠島
土珠岛（越南语：／），是一座位於暹羅灣越南海域的大陸島，為土珠群岛之中最大的一個島嶼。該島介於越南與柬埔寨之間的海域，兩國皆聲稱擁有此海域的主權以及經濟開發權。
土珠岛在早期的西方世界曾被稱作布羅般洋島（Pulau Panjang），這個名稱本是馬來人對該島的稱呼。在2014年的馬航航班事故中，少数中国媒体及海外华文媒体将其误译作「苴洲島」。

## 簡介
土珠岛距離富國島西南方102公里，距離迪石市西南方220公里，距離金甌省的金甌角157公里。該島上有四個海灘。
土珠岛風景優美，擁有高密度的珊瑚礁、優質的白沙灘以及原始森林，其珊瑚的物種數多達99種。此外還有金絲桃科、豆科、山欖科植物。該島還有特有的珍稀物種「土珠岛裸趾虎」（Cyrtodactylus thochuensis）。然而，土珠島目前正受到海洋環境污染的威脅。
土珠岛經濟困難，全島只有一座發電站，而且沒有供水系統，當地的居民和駐軍只能通過掘井來獲取水源。目前該島上可以收到Viettel、MobiFone、Vinaphone三家電信公司的訊號。

## 歷史
大約在18世紀時期，出現越南殖民者在土珠岛活動的記載。在廣南國末期至西山朝初期時，該島嶼以土珠嶼、土嶼、吐珠島等名字在越南史料中出現。阮福映被西山朝擊敗的時候，曾一度逃亡到土珠岛避難。
越南共和國時期，土珠岛屬於安川省管轄範圍。
1975年5月10日，紅色高棉侵占土珠岛，杀害了528名平民，6月14日被越南人民軍驱离。